# Erno Crisa
Erno Crisa (eigentlich Ernesto Crisa; * 10. März 1914 in Bizerta, Tunesien; † 4. April 1968 in Rom) war ein italienischer Schauspieler.

## Leben
Crisa, Sohn einer sizilianischen Familie, die in Tunesien arbeitete, ging nach seiner Schulzeit nach Paris, wo er Tanz studierte und mit 16 Jahren als Schüler von Olga Preobraschenskaja debütierte. Zuvor hatte er den Wettbewerb „Plaisir de France“ gewonnen, bei dem der großgewachsene, schlanke junge Mann den Gott Apoll darstellte. Auch in der Revue Un Vrai Paradis trat Crisa als Tänzer auf. Anschließend folgten weitere Kurse, nun auch für Schauspiel, u. a. bei Jean Marchat. Seinem Theaterdebüt (Dieu est innocent von Lucien Fabre) folgte eine kurze Bühnenzeit, bis die Filmwelt auf ihn aufmerksam wurde. Ab 1944 war er in kleineren Rollen zu sehen war.
1948 verlegte Crisa seinen Lebensmittelpunkt nach Italien und schloss sich dem Ensemble von Wanda Osiris an, mit dem er in dem enormen Erfolg Al Grand Hotel als Tänzer auftrat. Es folgte im Jahr darauf Miss Italia, bevor er eine tragende Rolle im italienischen Film Cuori senza frontiere (Regie: Luigi Zampa) erhielt. Das weibliche Publikum war vom schwarzhaarigen, gutaussehenden, gewinnend lächelnden, freundlichen Crisa fasziniert. Viele bedeutende Regisseure der Zeit boten ihm nun interessante Rollen an: Mario Bonnard, Carmine Gallone, Mario Camerini, Leonardo Cortese und Eduardo De Filippo. Für Pietro Germi spielte er den Marquis von Roccaverdina in Gelosia, neben Silvana Mangano für Vittorio De Sica in Das Gold von Neapel. Marc Allégret bot ihm die männliche Hauptrolle in L'amante di Lady Chatterley an. Ab Mitte der 1950er Jahre war Crisa in internationalen Produktionen zu sehen und entwickelte sich zu einem Darsteller, der Helden- ebenso wie Bösewicht-Rollen übernehmen konnte. Dabei war er in vielen Genreproduktionen zu sehen, zunächst in vielen Abenteuerfilmen, später u. a. in Italowestern. Auch in Fotonovellen um die Figur des Sadistik war er zu sehen.
Crisa, dessen Familienname manchmal mit Grisa wiedergegeben wurde, benutzte einige Male das Pseudonym James Parker.
Er starb auf dem Höhepunkt seiner Karriere an einer Gehirnblutung.

## Filmografie (Auswahl)
- 1951: Messalina
- 1953: Die Helden des Sonntags (Gli eroi della Domenica)
- 1954: Die Tochter der Mata Hari (La figlia di Mata Hari)
- 1954: Das Gold von Neapel (L'oro di Napoli)
- 1956: Der große Verführer (Don Juan)
- 1959: Der schwarze Bogenschütze (L'arciere nero)
- 1960: Aufstand der Tscherkessen (I Cosacchi)
- 1960: Nur die Sonne war Zeuge (Plein soleil)
- 1961: Die Bacchantinnen (Le baccanti)
- 1960: Karthago in Flammen (Cartagine in fiamme)
- 1962: Die gewaltigen Sieben (Maciste, il gladiatore più forte del mondo)
- 1962: Maciste im Kampf mit dem Piratenkönig (Maciste contro lo sceicco)
- 1963: Der Stärkste unter der Sonne (Maciste l'eroe più grande del mondo)
- 1965: Die Rückkehr des Gefürchteten (Erik il vichingo)
- 1966: Rocco – der Mann mit den zwei Gesichtern (Sugar Colt)
- 1966: Kommissar X – Drei gelbe Katzen
- 1967: Jonny Madoc rechnet ab (Pecos è qui: prega e muori)
- 1968: Angélique und der Sultan (Angélique et le sultan)